# Perseguidor del lila
El  perseguidores del lila  es una ilusión óptica, también conocida como ilusión  Pac-Man. Se compone de doce discos borrosos de color lila (o rosa o magenta); los discos están dispuestos en un círculo (como las horas de un reloj), alrededor de una pequeña cruz de color negro, en el centro de un fondo gris. Uno de los discos desaparece brevemente (durante aproximadamente 0,1 segundos); luego el siguiente (aproximadamente 0.125 segundos más tarde), y el siguiente, y así sucesivamente, en un sentido horario (a derechas).
Cuando se mira a la cruz durante aproximadamente veinte segundos o así, se aprecian tres cosas diferentes:
1. Una brecha corriendo alrededor del círculo de los discos de color lila;
2. Un disco verde corriendo alrededor del círculo de los discos de color lila, en lugar de la brecha;
3. El disco verde corriendo por el fondo gris, con los discos de color lila habiendo desaparecido de la secuencia.

Los resultados del efecto del perseguidor está la ilusión movimiento beta, junto con un efecto afterimage en el que un color opuesto y complementario, de color verde, aparece cuando cada punto de color lila desaparece (si los discos fueran azules, se vería amarillo), y el efecto de decoloración de Troxler de los discos de color lila.